# Neotrichaphodioides volxemi
Neotrichaphodioides volxemi är en skalbaggsart som beskrevs av Edgar von Harold 1876. Neotrichaphodioides volxemi ingår i släktet Neotrichaphodioides och familjen Aphodiidae. Inga underarter finns listade i Catalogue of Life.